# National Opera Studio

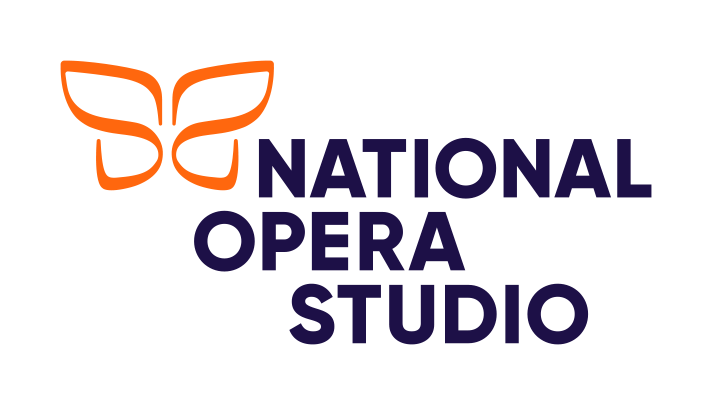
Logo (2018)

Das National Opera Studio in London ist eine Weiterbildungseinrichtung für junge Opernsänger, die ein Studium an einer Musikhochschule absolviert haben. Es dient als Bindeglied zwischen den britischen Musikhochschulen und sechs renommierten Opernhäusern in Großbritannien.
Das National Opera Studio wurde 1977 vom Arts Council, eine britische Körperschaft des öffentlichen Rechts zur Förderung von Kunst und Kultur, gegründet. Sitz des NOS war bis 2003 das Morley College in Lambeth (London), bevor das Studio nach Chapel Yard Wandsworth umzog. In jedem akademischen Jahr werden etwa 12 Sänger aufgenommen sowie 4 Pianisten, die sich als Repetitoren fortbilden lassen. Das Studio wird von sechs führenden Opernhäusern des Landes – Royal Opera House, English National Opera, Welsh National Opera, Scottish Opera, Opera North und der Glyndebourne Festival Opera – sowie vom Arts Council, der Staatlichen Lottogesellschaft und privaten Sponsoren finanziert. 
Bewerber für einen Studienplatz müssen sich in der Schlussrunde des Auswahlverfahrens einer Fachjury stellen, die sich aus Vertretern der betreffenden Opernhäusern zusammensetzt. Die Kurse dauern jeweils neun Monate, die Teilnehmer haben die Möglichkeit, Rollen an den betreffenden Opernhäusern einzustudieren, mit renommierten Dirigenten zusammenzuarbeiten und erste Bühnenerfahrungen zu sammeln. Die Kursteilnehmer werden von Spezialisten in den Fächern Gesang, Schauspiel, Sprachen, Bewegung (movement) und musikalisches Können (musicianship) unterrichtet.

## Absolventen
- Alfie Boe
- Ivor Bolton
- Susan Bullock
- John Cashmore
- Alice Coote
- Gerald Finley
- Catherine Foster
- Richard Farnes
- Lesley Garrett
- Alison Hagley
- Ava June
- Katarina Karnéus
- Marie McLaughlin
- Ha Young Lee
- Kate Royal
- James Rutherford
- William Shimell